# Roca Gran (Olvan)
La Roca Gran és una muntanya de 755 metres que es troba al municipi d'Olvan, a la comarca catalana del Berguedà.